# Helmut Lotti
Helmut Lotti (rođen kao Helmut Barthold Johannes Alma Lotigiers 22. listopada 1969.), je flamanski belgijski tenor i tekstopisac. Lotti izvodi svoje kompozicije na nekoliko jezika. Prvo je imitirao Elvisa, kasnije je pjevao afričke i latinsko američke hitove a onda je prešao na klasiku 90-ih.

#### Životopis
Sin Luca Lotigiersa i Rite Lagrou, Lotti je rođen u Gentu u Belgiji i započinje svoju pjevačku karijeru imitirajući Elvisa Presleyja i glazbeno i vizualno. Bio je opisan kao (nizozemski "De Nieuwe Elvis" hrv. "Novi Elvis"). Njegova prva dva albuma bila su: Vlaamse Nachten (hrv. Flamanske Noći, 1990.) i Alles Wat Ik Voel (hrv. Sve što osjećam, 1992.). Poslije još nekoliko albuma 1995. godine mijenja zvuk i od tada počinje duga serija tzv. "Helmut Lotti Goes Classic" albuma, koji mu dižu popularnost. Od 2000. uspješno je snimao albume u tradicionalnim afričkim, latinoameričkim i ruskim glazbenim stilovima.
Helmut Lotti tečno pjeva na svom materinskom nizozemskom jeziku ali i na engleskom, njemačkom, francuskom, ruskom, afrikaanskom, hebrejskom, latinskom i španjolskom. Prodao je preko 13 milijuna albuma diljem svijeta i dobio preko 90 platinastih i 70 zlatnih albuma.
Lotti radi volonterski kao veleposlanik dobre volje za UNICEF. Lotti je bio sudionik na koncertu 0110, koji je bio protiv rasizma i ekstremne desnice.

## Diskografija
Nedavno je objavio CD/DVD pod nazivom "Out of Africa!".

## Vanjske poveznice
- Helmut Lotti  Arhivirana inačica izvorne stranice od 20. srpnja 2011. (Wayback Machine) Službena stranica Helmuta Lottija
- The Best Of Helmut Lotti  Arhivirana inačica izvorne stranice od 6. rujna 2012. (Wayback Machine)